# Wasagallerian
Wasagallerian är en galleria i centrala Umeå. Bland umeborna är gallerian känd som "postgången", detta då Posten var inhyst i Systembolagets nuvarande lokaler för något decennium sedan. Från att tidigare ha varit fullt med allt från klädbutiker till caféer och spelbutiker är i dagsläget gallerian mer eller mindre tömd. Idag är endast Systembolaget och en tobakskiosk kvar i byggnaden. Gallerian upptar endast markplanet. I byggnadens övriga plan finns Socialtjänsten, som också har en entré i marknivå vid sidan om gallerians sydliga entré. Wasagallerian är placerad mellan Skolgatan och Kungsgatan, från Skolgatan med ingång rakt från Vasaplan.
När Kungspassagen skulle byggas om för totalrenovering 2011 kom många företag att tillfälligt bli utan plats. Balticgruppen löste detta genom att hyra Wasagallerian och planerade ge dessa företag tillfällig plats där, i väntan på att renoveringen skulle bli klar 